# Péninsule Iougorski
La péninsule Iougorski ou péninsule de Iougor (en russe : Югорский полуостров) est une grande péninsule située dans le district autonome de Nénétsie, au nord de la Russie. Elle est délimitée à l'ouest par la baie de Khaïpoudyr dans la mer de Petchora et, au nord et à l'est, par la baie Baïdaratskaïa dans le mer de Kara.
Comparé à la mer de Barents, qui est alimentée par des courants relativement « chauds » en provenance de l'océan Atlantique, la mer de Kara est bien plus froide et elle demeure recouverte par la banquise plus de neuf mois par an. Ainsi, il arrive souvent — au printemps et à l'automne — que la côte orientale de la péninsule Iougorski soit recouverte de glace alors sa côte occidentale ne l'est pas
Le détroit de Iougor et, au-delà, l'île Vaïgatch se trouvent à l’extrémité nord-ouest de la péninsule. La chaîne de Paï-Khoï occupe une grande partie de la péninsule et s'étend du nord-ouest au sud-est.
Au sud-est de la péninsule Iougorski se trouve le cratère de Kara, alors que le site d'Oust-Kara se situe en mer, à 15 km à l'est de la petite baie Karskaïa. Les géologues ont longtemps pensé que ces deux sites étaient deux cratères distincts et qu'ils résultaient d'un double impact par une météorite de grande taille à la fin du Crétacé. Cependant, il semblerait que le site d'Oust-Kara n'existe pas en tant que site distinct. Apparemment, les affleurements de suevite de la structure d'impact d'Oust-Kara ne sont qu'une partie de la structure d'impact du cratère de Kara